# 월정사 극락보전
월정사 극락보전(月精寺極樂寶殿)은 황해남도 안악군 월정리에 있는 조선 초기의 사찰이다.
월정대사가 846년에 창건했다고 전하나 확실하지는 않고, 17세기 중엽부터 중수한 기록들만 남아 있다. '중수월정사기'에는 1650년부터 1871년까지 5회 중수했다고 기록되어 있다.
극락보전을 중심으로 만세루·명부전·수월당과 기타 부속건물들이 있다. '월정사극락보전중수기문'에 의하면 1662년에 중건하고 1736년에 또다시 세웠으며, 1875년에 보수한 것으로 되어 있는데 조선 초기 건물의 구조형식과 수법이 많이 남아 있는 것으로 보아 2차·3차의 재건은 새로 지었다기보다는 중수한 것으로 추정된다.
극락보전은 1m 높이의 정교한 기단 위에 세운 정면 3칸(10.65m), 측면 2칸(6.4m)의 겹처마 합각집이다. 두공은 바깥 7포, 안 5포이며 가운데가 불룩한 두리기둥을 썼다. 이 사찰에서 특이한 것은 포조직과 천장구성이다. 일반적으로 바깥포보다 안쪽포의 수가 많은데 이 건물은 그와 반대로 안쪽(5포)이 바깥(7포)보다 적다. 그리고 천장은 바깥 장여로부터 전반적으로 소란반자를 정교하게 하였다.
월정사는 건물의 짜임과 형식이 특이할 뿐만 아니라, 그 수법이 섬세하고 정교하며 그 세부와 전반이 잘 짜인, 조선 초기의 건축양식을 보여준다.